# Mirjana Milenković
Mirjana Milenković, née le 14 mars 1985, est une handballeuse née serbe et qui joue pour l'équipe du Monténégro.

## Biographie
En 2012, elle s'engage avec Besançon en provenance d'Itxako. Elle quite le club la saison suivante pour le club croate du ŽRK Podravka Koprivnica.

## Palmarès

### En équipe nationale
- Médaille d'argent aux Jeux méditerranéens de 2005 avec  Serbie-et-Monténégro

### En club
- Vainqueur du Championnat du Monténégro en 2008 et 2009
- Vainqueur du Championnat de Serbie en 2007
- Vainqueur du Championnat d'Espagne en 2012
- vainqueur de la coupe de la Reine en 2012
- Vainqueur du Championnat de Croatie en 2015, 2016
- Vainqueur de la Coupe de Croatie en 2015, 2016